# 齒尾角水蚤
齒尾角水蚤（学名：Pontella denticauda）为角水蚤科角水蚤屬下的一个种。